# Rodrigo Pollero
Rodrigo Pollero López (San José de Mayo, 14 settembre 1996) è un calciatore uruguaiano, attaccante del Brusque in prestito dal Bellinzona.

## Caratteristiche tecniche
È un centravanti.

## Carriera
È cresciuto nelle giovanili del Peñarol.

## Statistiche

### Presenze e reti nei club
Statistiche aggiornate al 19 marzo 2018.
| Stagione        | Squadra         | Campionato      | Campionato | Campionato | Coppe nazionali | Coppe nazionali | Coppe nazionali | Coppe continentali | Coppe continentali | Coppe continentali | Altre coppe | Altre coppe | Altre coppe | Totale | Totale | Totale |
| Stagione        | Squadra         | Comp            | Pres       | Reti       | Comp            | Pres            | Reti            | Comp               | Pres               | Reti               | Comp        | Pres        | Reti        | Pres   | Reti   |        |
| --------------- | --------------- | --------------- | ---------- | ---------- | --------------- | --------------- | --------------- | ------------------ | ------------------ | ------------------ | ----------- | ----------- | ----------- | ------ | ------ | ------ |
| 2016            | Cerro Largo     | SD              | 9          | 4          |                 | -               | -               |                    | -                  | -                  |             | -           | -           | 9      | 4      |        |
| 2017            | Sud América     | PD              | 27         | 5          |                 | -               | -               |                    | -                  | -                  |             | -           | -           | 27     | 5      |        |
| 2017-2018       | Arsenal Sarandí | PD              | 2          | 0          | CA              | 0               | 0               |                    | -                  | -                  |             | -           | -           | 2      | 0      |        |
| Totale carriera | Totale carriera | Totale carriera | 38         | 9          |                 | 0               | 0               |                    | -                  | -                  |             | -           | -           | 38     | 9      |        |

## Palmarès

### Individuale
- Capocannoniere della Challenge League: 1

2020-2021 (19 reti)